# Lista de municípios de Aguascalientes
O estado mexicano de Aguascalientes se encontra dividido em onze municipios.
|             |                           |                           |
| Chave INEGI | Municipio                 | Sede Municipal            |
| 001         | Aguascalientes            | Aguascalientes            |
| 002         | Asientos                  | Asientos                  |
| 003         | Calvillo                  | Calvillo                  |
| 004         | Cosío                     | Cosío                     |
| 005         | Jesús María               | Jesús María               |
| 006         | Pabellón de Arteaga       | Pabellón de Arteaga       |
| 007         | Rincón de Romos           | Rincón de Romos           |
| 008         | San José de Gracia        | San José de Gracia        |
| 009         | Tepezalá                  | Tepezalá                  |
| 010         | El Llano                  | Palo Alto                 |
| 011         | San Francisco de los Romo | San Francisco de los Romo |